# Epiprinus balansae
Epiprinus balansae là một loài thực vật có hoa trong họ Đại kích. Loài này được (Pax & K.Hoffm.) Gagnep. mô tả khoa học đầu tiên năm 1924 publ. 1925.